# Montevideo Wanderers F.C.
Montevideo Wanderers F.C., često nazivan jednostavno Wanderers, urugvajski je nogometni klub sa sjedištem u Montevideu i četverostruki urugvajski prvak. Osnovan je 15. kolovoza 1902., što ga čini jednim od najstarijih urugvajskih nogometnih klubova. Trenutačno se natječe u Prvoj urugvajskoj nogometnoj ligi. Klub svoje domaće utakmice igra na Stadionu "Parque Alfredo Víctor Viera" s kapacitetom od 15.000 sjedećih mjesta.
Osim nogometnog, pod istim imenom u Montevideu djeluju i košarkaški, odbojkaški, atletski, malonogmetni klub te klub pola i pelote.

## Povijest
Klub je službeno osnovala grupa studenata i mlađih igrača nogometnog kluba Albion F.C. 15. kolovoza 1092. u Montevideu. Najzaslužniji za osnivanje kluba bila su braća Sardeson, koja su iz Montevidea putovala u Englesku tijekom 1890-ih kako bi vidjela roditelje. U to vrijeme engleski nogometni klub Wolverhampton Wanderers F.C. je više puta osvojio FA kup, najstarije nogometno natjecanje na svijetu. Budući da su se braća počela zanimati za igru, na povratku u Urugvaj osnovali su nogometni klub, čije ime dolazi upravo od engleskih Wanderersa. U svojim početcima klub nije imao vlastito igralište, pa su se treninzi održavali ili na gradskim livadama ili na drugim igralištima.
Klub je prvi puta u Primeri División zaigrao 1903., a 1906. i 1909. ju je i osvojio. Klub je 1908. godine osvojio Copa de Honor Cousenier, nogometni kup koji se igrao između argentinskih i urugvajskih nogometnih klubova.
1923. godine klub je bio jedan od osnivača Prve urugvajske nogometne lige zajedno s Urugvajskim nogometnim savezom. Wanderersi su osvojili prvo izdanje lige, a godinu poslije (1924.) i Kup Río de la Plate, pobijedivši u završnici argentinski Club Atlético Independiente iz grada Avellanede u aglomeraciji Buenos Airesa.
Tijekom 1930-ih klub se uspješno natjecao po regionalnim nogometnim natjecanjima i gostovanjima u Brazilu, Argentini, Peruu i Čileu. Također, odigrao je nekoliko prijateljskih utakmica protiv europskih nogometnih klubova, od kojih se ističe ona protiv londonske Chelsije. 1931. godine klub je osvojio Urugvajsko amatersko nogometno prvenstvo, a 1937. državni kup Torneo de Honor.
1940-ih klub je raspolagao s vrlo malo novaca te je grcao u dugovima i živo na rubu egzistencije. Zbog toga je morao prodavati svoje najbolje igrače, među kojima su se našli i Obdulio Varela (zvan Crnim šefom) i José María Medina.

## Postignuća

### Domaća natjecanja
- Prva urugvajska nogometna liga
  - Prvaci (4): 1906., 1909., 1923., 1931.
- Copa de Competencia
  - Prvaci (5): 1906., 1908., 1911., 1917., 1918.
- Copa de Honor
  - Prvaci (2): 1908., 1910.
- Torneo Competencia
  - Prvaci (2): 1987., 1990.
- Torneo de Honor
  - Prvaci (1): 1937.
- Copa Montevideo
  - Prvaci (1): 1981.
- Liguilla Pre-Libertadores de América
  - PRvaci (2): 1987., 2001.
- Druga urugvajska nogometna liga
  - Prvaci (4): 1952., 1962., 1972., 2000.

### Međunarodna natjecanja
- Copa de Honor Cousenier
  - Prvaci (1): 1906.
- Kup Tie
  - Prvaci (3): 1911., 1917., 1918.

## Vanjske poveznice
- (šp.) mwfc.com.uy - službene stranice nogometnog kluba Montevideo Wanderers F.C.